# La Motte (Var)
La Motte település Franciaországban, Var megyében. Lakosainak száma 3050 fő (2022. január 1.). La Motte Roquebrune-sur-Argens, Les Arcs, Callas, Draguignan, Figanières, Le Muy és Trans-en-Provence községekkel határos.

## Népesség
A település népességének változása:
| Lakosok száma | 3044 | 2931 | 2925 | 2845 | 2833 | 2804 | 2886 | 2968 | 3050 |
|               | 2013 | 2015 | 2016 | 2017 | 2018 | 2019 | 2020 | 2021 | 2022 |